# Phyllis Haver
Phyllis Haver (* 6. Januar 1899 in Douglass, Kansas; † 19. November 1960 in Sharon, Connecticut) war ein US-amerikanischer Stummfilmstar der 1920er-Jahre.

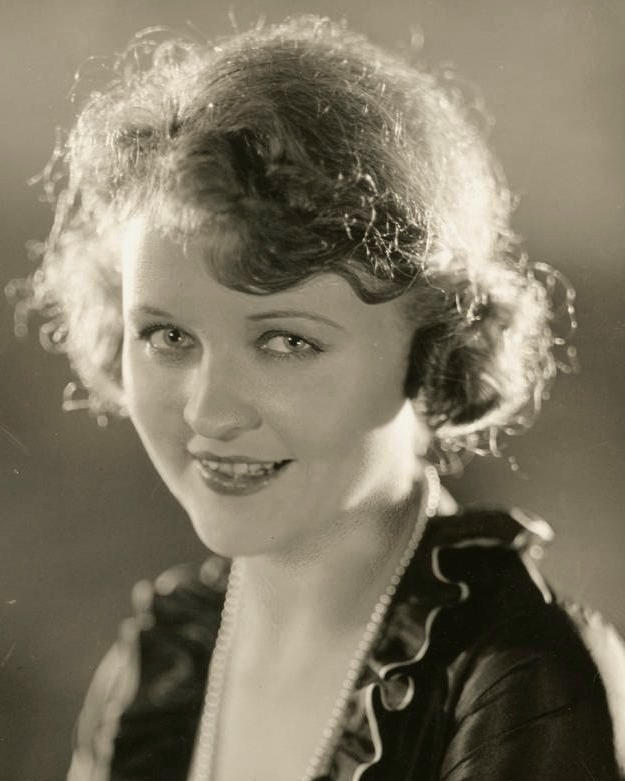
Phyllis Haver im Jahre 1922

## Leben
Phyllis Haver kam direkt von der High School zum Kino und begann ihre künstlerische Tätigkeit als Klavierbegleitung von Stummfilmen. Im Alter von 17 Jahren erhielt die hochgewachsene Blondine aus einem kleinen Ort in Kansas erstmals kleine Rollen in Kurzfilmen von dem Produzenten von Slapstickkomödie und Chaplin-Entdecker Mack Sennett.
Wenig später avancierte Phyllis Haver zu einer populären Stummfilmschauspielerin. Ihr Fach war das der sündigen Verführerin, des lasterhaften Vamps und der zwielichtigen Femme fatale. Zu ihren Filmpartner gehörten u. a. Emil Jannings, John Barrymore und Lon Chaney senior. 1928 arbeitete sie bei dem Film Komödie einer Liebe sogar mit D. W. Griffith zusammen. Phyllis Haver beendete ihre darstellerische Laufbahn im Alter von 30 Jahren, in der Übergangszeit vom Stumm- zum Tonfilm, und heiratete einen wohlhabenden New Yorker Geschäftsmann. 1960 nahm sie sich, von der Filmwelt mittlerweile völlig vergessen, mit einer Überdosis an Barbituraten das Leben.

## Filmografie
- 1916: Sunshine (Kurzfilm)
- 1917: The Pullman Bride (Kurzfilm)
- 1917: All at Sea (Kurzfilm)
- 1918: Ladies First (Kurzfilm)
- 1918: Those Athletic Girls (Kurzfilm)
- 1919: Among Those Present (Kurzfilm)
- 1919: Hearts and Flowers (Kurzfilm)
- 1919: Yankee Doodle in Berlin (Kurzfilm)
- 1920: Married Life
- 1921: A Small Town Idol
- 1921: Home Talent
- 1922: Der Tempel der Venus (Temple of Venus)
- 1923: Martyrium der Liebe (The Christian)
- 1923: The Common Law
- 1924: Lilien auf dem Felde (Lilies of the Fields)
- 1924: Der Mann ohne Charakter (The Snob)
- 1924: Single Wives
- 1924: Singer Jim McKee
- 1924: One Glorious Night
- 1925: Ihr Junge (So Big)
- 1925: After Business Hours
- 1925: Rugged Water
- 1925: The Golden Princess
- 1925: New Brooms
- 1926: Wildwestromantik (Hard Boiled)
- 1926: Don Juan, der große Liebhaber (Don Juan)
- 1926: Drei rauhe Gesellen (Three Bad Men)
- 1926: Rivalen (What Price Glory)
- 1926: Ein Mädel vom Zirkus (No Control)
- 1927: Der Weg allen Fleisches (The Way of All Flesh)
- 1927: Die Abenteuer des Brigadier Gerard unter den Adlern Napoleons (The Fighting Eagle)
- 1927: Chicago
- 1928: Herzbub (Tenth Avenue)
- 1928: Komödie einer Liebe (The Battle of the Sexes)
- 1928: Das Findelkind von Singapore (Sal of Singapore)
- 1929: The Shady Lady
- 1929: Lokomotive 2329 (Thunder)